# Kerman Tour
Die Kerman Tour (auch Tour of Kerman) ist ein Straßenradrennen im Süden Irans. Die kleine Rundfahrt wurde 2005 gegründet, ist Teil der UCI Asia Tour und hat die Kategorie 2.2. Sie führt in der Provinz Kerman in vier bis sechs Etappen um die gleichnamige Provinzhauptstadt Kerman.
Von 2012 bis einschließlich 2018 wurde das Rennen nicht ausgetragen. 2019 wurde es außerhalb der UCI Asia wieder organisiert.

## Sieger
- 2019  Masoud Khaki
- 2012–2018 nicht ausgetragen
- 2011  Mahdi Sohrabi
- 2010  Abbas Saeidi Tanha
- 2009 nicht ausgetragen
- 2008  Ghader Mizbani
- 2007  Pawel Newdach
- 2006  Ghader Mizbani
- 2005  Hossein Askari